# Нгивал
Нгивал — один из шестнадцати штатов Палау. Население — 282 человека (перепись 2015 года), площадь — 26 км².
21 июня 2018 года посол Японии Тошиюки Ямада передал многоцелевой центр Японии Нгивалу.

## География
Нгивал расположен между Мелекеоком и Нгараардом на северо-центральном восточном побережье острова Бабелдаоб. Нгивал простирается от побережья до Раэль Кедам и включает в себя сток реки Нгередекуу. Нгередекуу берет свое начало на лесистых восточных склонах Раэль Кедам и протекает через большую долину, простирающуюся с северо-запада на юго-восток. Прибрежный хребет лежит между долиной Нгередекуу и широкой песчаной равниной вдоль побережья. Современная деревня Нгивал расположена на широком участке прибрежной равнины к северу от точки, известной как Бкулатабриуал, и включает в себя традиционные деревни Нгермечау (юг) и Нгерчелуук. Традиционные деревни были переселены на побережье в середине девятнадцатого века со своих позиций на нижних склонах прибрежного хребта.
В настоящее время большая часть использования земли в Нгивале ограничена садами, окружающими современную деревню. Перемежающиеся с этими огородами насаждения агролеса включают кокосовые, бетельные, хлебные, миндальные деревья и банановые растения. Вокруг многих необитаемых деревень растут кокосовые и бетельные пальмы, а иногда встречаются участки нерегулярно посещаемых садов таро на болотах. За исключением редких вылазок для охоты на голубей или сбора урожая особых растений, большая часть внутренней части Нгивала используется малоактивно.
Штат имеет площадь 26 км² и известен своими прекрасными пляжами. Чтобы добраться до Нгивала на лодке, необходимо сделать это во время прилива, хотя в паре километров к югу от деревни есть пирс, куда можно добраться в любой прилив. Его административный центр и главный населенный пункт — Нгеркеай.
В штате есть по крайней мере две охраняемые территории: заповедник Нгербекуу и заповедник Нгемай.

## Демография
Население штата по переписи 2015 года составляло 282 человека, а средний возраст — 36,1 года. Официальными языками штата являются палау и английский.
В июне 1972 года численность постоянного населения составляла 419 человек. В 2005 году численность населения составляла 223 человека, а по данным переписи 2015 года она увеличилась до 282 человек. Большинство жителей — рыбаки или государственные служащие.
Здесь есть три небольших семейных магазина, начальная школа и библиотека, в которой имеется большое количество детских книг, копии всех книг на Палау и несколько книг на японском и испанском языках.
Уонгруиус — титул традиционного верховного вождя штата.

## Политическая система
Нгивал имеет собственную конституцию, принятую в 1983 году. Правительство штата было создано в 1983 году. В штате Нгивал, с населением менее 300 человек, есть выборный глава исполнительной власти, губернатор. В штате также есть законодательный орган, Kelulul a Kiuluul (KAK), избираемый каждые два года. Население штата избирает одного из членов Палаты делегатов Палау.

## Традиционные деревни
В Нгивале есть по крайней мере четыре традиционных поселка, и по крайней мере два поселка находятся в долине Нгередекуу. Старый Нгивал расположен на западных склонах прибрежного хребта в конце мангрового канала на восточной стороне реки Нгередекуу, недалеко от того места, где она впадает в большой мелководный залив, разделяющий Нгивал и Мелекеок.
Традиционные деревни представляют собой важные символы, дающие идентичность семьям, кланам и регионам. В деревнях есть многочисленные каменные объекты, имеющие историческое и традиционное значение. Многие из каменных платформ, одесонгел, служат клановыми кладбищами, а другие каменные объекты служат святилищами.
Лагуна является важной ресурсной зоной, которая интенсивно эксплуатировалась в доисторические времена. Важные ресурсы включают множество видов рыб. Рядом с традиционными деревнями находятся сады на болотах таро, а вокруг большинства деревень находятся садовые участки и террасные склоны холмов.

## Образование
Министерство образования управляет государственными школами. Средняя школа Палау в Короре — единственная государственная средняя школа в стране, поэтому дети из этой общины ходят туда.
Государственная стипендия Нгивала предлагает две стипендии: одну для тех, кто становится гражданином Палау, и одну для студентов колледжа, университета или профессионального училища.